# 2017-es konföderációs kupa (keretek)
Ez a szócikk tartalmazza a 2017-es konföderációs kupán részt vevő labdarúgó-válogatottak huszonhárom fős kereteit. Minden csapatnak legalább három kapust kellett neveznie. Sérült játékost legkésőbb az adott csapat első mérkőzése előtt 24 órával lehetett cserélni a keretben. Az adott csapat kapitányának neve mögött a  rövidítés szerepel.
A válogatottságok és a gólok száma, valamint az életkor a 2017-es konföderációs kupa kezdete előtti adatokat tükrözik.

## A csoport

### Mexikó
Szövetségi kapitány:  Juan Carlos Osorio
Jesús Corona kikerült sérülés miatt a keretből, a helyére Jürgen Damm került.
| Szám | Poszt | Név                 | Születési dátum / Kor            | Válogatottság | Gólok | Klub                |
| ---- | ----- | ------------------- | -------------------------------- | ------------- | ----- | ------------------- |
| 1    | K     | Rodolfo Cota        | 1987. július 3. (29 évesen)      | 1             | 0     | Guadalajara         |
| 2    | V     | Néstor Araujo       | 1991. augusztus 21. (25 évesen)  | 15            | 2     | Santos Laguna       |
| 3    | V     | Carlos Salcedo      | 1993. szeptember 29. (23 évesen) | 11            | 0     | Eintracht Frankfurt |
| 4    | V     | Rafael Márquez      | 1979. február 13. (38 évesen)    | 139           | 18    | Atlas ()            |
| 5    | V     | Diego Reyes         | 1992. szeptember 19. (24 évesen) | 45            | 1     | Espanyol            |
| 6    | KP    | Jonathan dos Santos | 1990. április 26. (27 évesen)    | 24            | 0     | Villarreal          |
| 7    | KP    | Miguel Layún        | 1988. június 25. (28 évesen)     | 52            | 4     | Porto               |
| 8    | CS    | Marco Fabián        | 1989. július 21. (27 évesen)     | 32            | 7     | Eintracht Frankfurt |
| 9    | CS    | Raúl Jiménez        | 1991. május 5. (26 évesen)       | 53            | 12    | Benfica             |
| 10   | KP    | Giovani dos Santos  | 1989. május 11. (28 évesen)      | 96            | 19    | Los Angeles Galaxy  |
| 11   | KP    | Carlos Vela         | 1989. március 1. (28 évesen)     | 55            | 17    | Real Sociedad       |
| 12   | K     | Alfredo Talavera    | 1982. szeptember 18. (34 évesen) | 27            | 0     | Toluca              |
| 13   | K     | Guillermo Ochoa     | 1985. július 13. (31 évesen)     | 83            | 0     | Málaga              |
| 14   | CS    | Javier Hernández    | 1988. június 1. (29 évesen)      | 92            | 47    | Bayer Leverkusen    |
| 15   | V     | Héctor Moreno       | 1988. január 17. (29 évesen)     | 80            | 2     | Roma                |
| 16   | KP    | Héctor Herrera      | 1990. április 19. (27 évesen)    | 54            | 4     | Porto               |
| 17   | KP    | Jürgen Damm         | 1992. november 7. (24 évesen)    | 6             | 1     | UANL                |
| 18   | KP    | Andrés Guardado     | 1986. szeptember 28. (30 évesen) | 136           | 24    | PSV                 |
| 19   | CS    | Oribe Peralta       | 1984. január 12. (33 évesen)     | 57            | 24    | América             |
| 20   | KP    | Javier Aquino       | 1990. február 11. (27 évesen)    | 43            | 0     | UANL                |
| 21   | V     | Luis Reyes          | 1991. április 3. (26 évesen)     | 4             | 0     | Atlas               |
| 22   | CS    | Hirving Lozano      | 1995. július 30. (21 évesen)     | 16            | 2     | Pachuca             |
| 23   | KP    | Oswaldo Alanís      | 1989. március 18. (28 évesen)    | 16            | 2     | Guadalajara         |

### Új-Zéland
Szövetségi kapitány:  Anthony Hudson
| Szám | Poszt | Név                        | Születési dátum / Kor            | Válogatottság | Gólok | Klub                   |
| ---- | ----- | -------------------------- | -------------------------------- | ------------- | ----- | ---------------------- |
| 1    | K     | Stefan Marinovic           | 1991. október 7. (25 évesen)     | 15            | 0     | SpVgg Unterhaching     |
| 2    | V     | Sam Brotherton             | 1996. október 2. (20 évesen)     | 7             | 0     | Sunderland             |
| 3    | V     | Deklan Wynne               | 1995. március 20. (22 évesen)    | 7             | 0     | Whitecaps FC 2         |
| 4    | V     | Themisztoklísz Dzémopulosz | 1985. november 20. (31 évesen)   | 10            | 1     | PASZ Jánina            |
| 5    | V     | Michael Boxall             | 1988. augusztus 18. (28 évesen)  | 22            | 0     | SuperSport United      |
| 6    | KP    | Bill Tuiloma               | 1995. március 23. (22 évesen)    | 16            | 0     | Marseille              |
| 7    | CS    | Kosta Barbarouses          | 1990. február 19. (27 évesen)    | 37            | 3     | Melbourne Victory      |
| 8    | KP    | Michael McGlinchey         | 1987. január 7. (30 évesen)      | 42            | 4     | Wellington Phoenix     |
| 9    | CS    | Chris Wood                 | 1991. december 7. (25 évesen)    | 47            | 19    | Leeds United ()        |
| 10   | CS    | Shane Smeltz               | 1981. szeptember 29. (35 évesen) | 53            | 24    | Borneo                 |
| 11   | CS    | Marco Rojas                | 1991. november 5. (25 évesen)    | 32            | 5     | Melbourne Victory      |
| 12   | K     | Glen Moss                  | 1983. január 19. (34 évesen)     | 29            | 0     | Newcastle Jets         |
| 13   | CS    | Monty Patterson            | 1996. december 9. (20 évesen)    | 9             | 1     | Braintree Town         |
| 14   | KP    | Ryan Thomas                | 1994. december 20. (22 évesen)   | 9             | 2     | PEC Zwolle             |
| 15   | KP    | Clayton Lewis              | 1997. február 12. (20 évesen)    | 8             | 0     | Auckland City          |
| 16   | V     | Dane Ingham                | 1999. június 8. (18 évesen)      | 1             | 0     | Brisbane Roar          |
| 17   | V     | Tom Doyle                  | 1992. június 30. (24 évesen)     | 4             | 0     | Wellington Phoenix     |
| 18   | V     | Kip Colvey                 | 1994. március 15. (23 évesen)    | 8             | 0     | San Jose Earthquakes   |
| 19   | CS    | Alex Rufer                 | 1996. június 12. (21 évesen)     | 3             | 0     | Wellington Phoenix     |
| 20   | V     | Tommy Smith                | 1990. március 31. (27 évesen)    | 31            | 2     | Ipswich Town           |
| 21   | V     | Storm Roux                 | 1993. január 13. (24 évesen)     | 7             | 0     | Central Coast Mariners |
| 22   | V     | Andrew Durante             | 1982. május 3. (35 évesen)       | 15            | 0     | Wellington Phoenix     |
| 23   | K     | Tamati Williams            | 1984. január 19. (33 évesen)     | 1             | 0     | RKC Waalwijk           |

### Portugália
Szövetségi kapitány:  Fernando Santos
| Szám | Poszt | Név               | Születési dátum / Kor            | Válogatottság | Gólok | Klub                     |
| ---- | ----- | ----------------- | -------------------------------- | ------------- | ----- | ------------------------ |
| 1    | K     | Rui Patrício      | 1988. február 15. (29 évesen)    | 59            | 0     | Sporting CP              |
| 2    | V     | Bruno Alves       | 1981. november 27. (35 évesen)   | 90            | 11    | Rangers                  |
| 3    | V     | Pepe              | 1983. február 26. (34 évesen)    | 82            | 4     | Real Madrid              |
| 4    | V     | Luís Neto         | 1988. május 26. (29 évesen)      | 13            | 0     | Zenyit Szankt-Petyerburg |
| 5    | V     | Raphaël Guerreiro | 1993. december 22. (23 évesen)   | 19            | 2     | Borussia Dortmund        |
| 6    | V     | José Fonte        | 1983. december 22. (33 évesen)   | 23            | 0     | West Ham United          |
| 7    | CS    | Cristiano Ronaldo | 1985. február 5. (32 évesen)     | 139           | 73    | Real Madrid ()           |
| 8    | KP    | João Moutinho     | 1986. szeptember 8. (30 évesen)  | 98            | 7     | Monaco                   |
| 9    | CS    | André Silva       | 1995. november 6. (21 évesen)    | 8             | 7     | Milan                    |
| 10   | KP    | Bernardo Silva    | 1994. augusztus 10. (22 évesen)  | 12            | 1     | Manchester City          |
| 11   | V     | Nélson Semedo     | 1993. november 16. (23 évesen)   | 4             | 0     | Benfica                  |
| 12   | K     | José Sá           | 1993. január 17. (24 évesen)     | 0             | 0     | Porto                    |
| 13   | KP    | Danilo Pereira    | 1991. szeptember 9. (25 évesen)  | 19            | 1     | Porto                    |
| 14   | KP    | William Carvalho  | 1992. április 7. (25 évesen)     | 33            | 1     | Sporting CP              |
| 15   | KP    | André Gomes       | 1993. július 30. (23 évesen)     | 21            | 0     | Barcelona                |
| 16   | KP    | Pizzi             | 1989. október 6. (27 évesen)     | 7             | 2     | Benfica                  |
| 17   | CS    | Nani              | 1986. november 17. (30 évesen)   | 108           | 23    | Valencia                 |
| 18   | CS    | Gelson Martins    | 1995. május 11. (22 évesen)      | 6             | 0     | Sporting CP              |
| 19   | V     | Eliseu            | 1983. október 1. (33 évesen)     | 21            | 1     | Benfica                  |
| 20   | CS    | Ricardo Quaresma  | 1983. szeptember 26. (33 évesen) | 65            | 8     | Beşiktaş                 |
| 21   | V     | Cédric            | 1991. augusztus 31. (25 évesen)  | 19            | 0     | Southampton              |
| 22   | K     | Beto              | 1982. május 1. (35 évesen)       | 11            | 0     | Sporting CP              |
| 23   | KP    | Adrien Silva      | 1989. március 15. (28 évesen)    | 16            | 0     | Sporting CP              |

### Oroszország
Szövetségi kapitány:  Sztanyiszlav Csercseszov
| Szám | Poszt | Név                 | Születési dátum / Kor           | Válogatottság | Gólok | Klub                     |
| ---- | ----- | ------------------- | ------------------------------- | ------------- | ----- | ------------------------ |
| 1    | K     | Igor Akinfejev      | 1986. április 8. (31 évesen)    | 96            | 0     | CSZKA Moszkva ()         |
| 2    | V     | Igor Szmolnyikov    | 1988. augusztus 8. (28 évesen)  | 18            | 0     | Zenyit Szankt-Petyerburg |
| 3    | V     | Roman Siskin        | 1987. január 27. (30 évesen)    | 13            | 0     | Krasznodar               |
| 4    | KP    | Jurij Gazinszkij    | 1989. július 20. (27 évesen)    | 5             | 0     | Krasznodar               |
| 5    | V     | Viktor Vaszin       | 1988. október 6. (28 évesen)    | 4             | 1     | CSZKA Moszkva            |
| 6    | V     | Georgij Dzsikija    | 1993. november 21. (23 évesen)  | 0             | 0     | Szpartak Moszkva         |
| 7    | CS    | Dmitrij Poloz       | 1991. július 12. (25 évesen)    | 8             | 0     | Rosztov                  |
| 8    | KP    | Gyenyisz Glusakov   | 1987. január 27. (30 évesen)    | 49            | 5     | Szpartak Moszkva         |
| 9    | CS    | Fjodor Szmolov      | 1990. február 5. (27 évesen)    | 19            | 6     | Krasznodar               |
| 10   | KP    | Ruszlan Kambolov    | 1990. január 1. (27 évesen)     | 1             | 0     | Rubin Kazany             |
| 11   | CS    | Alekszandr Buharov  | 1985. március 12. (32 évesen)   | 4             | 1     | Rosztov                  |
| 12   | K     | Vlagyimir Gabulov   | 1983. október 19. (33 évesen)   | 10            | 0     | Arszenal Tula            |
| 13   | V     | Fjodor Kudrjasov    | 1987. április 5. (30 évesen)    | 6             | 0     | Rosztov                  |
| 14   | V     | Ilja Kutyepov       | 1993. július 29. (23 évesen)    | 4             | 0     | Szpartak Moszkva         |
| 15   | KP    | Alekszej Mirancsuk  | 1995. október 17. (21 évesen)   | 7             | 2     | Lokomotyiv Moszkva       |
| 16   | K     | Guilherme Marinato  | 1985. december 12. (31 évesen)  | 2             | 0     | Lokomotyiv Moszkva       |
| 17   | KP    | Alekszandr Golovin  | 1996. május 30. (21 évesen)     | 10            | 2     | CSZKA Moszkva            |
| 18   | KP    | Jurij Zsirkov       | 1983. augusztus 20. (33 évesen) | 73            | 2     | Zenyit Szankt-Petyerburg |
| 19   | KP    | Alekszandr Szamedov | 1984. július 19. (32 évesen)    | 37            | 5     | Szpartak Moszkva         |
| 20   | CS    | Makszim Kanunnyikov | 1991. július 14. (25 évesen)    | 10            | 0     | Rubin Kazany             |
| 21   | KP    | Alekszandr Jerohin  | 1989. október 13. (27 évesen)   | 6             | 0     | Rosztov                  |
| 22   | KP    | Dmitrij Taraszov    | 1987. március 18. (30 évesen)   | 4             | 1     | Lokomotyiv Moszkva       |
| 23   | V     | Dmitrij Kombarov    | 1987. január 22. (30 évesen)    | 43            | 2     | Szpartak Moszkva         |

## B csoport

### Ausztrália
Szövetségi kapitány:  Ange Postecoglou
Brad Smith és Mile Jedinak kikerültek sérülés miatt a keretből, a helyükre Alex Gersbach és James Jeggo kerültek.
| Szám | Poszt | Név               | Születési dátum / Kor            | Válogatottság | Gólok | Klub                     |
| ---- | ----- | ----------------- | -------------------------------- | ------------- | ----- | ------------------------ |
| 1    | K     | Mathew Ryan       | 1992. április 8. (25 évesen)     | 32            | 0     | Brighton & Hove Albion   |
| 2    | V     | Milos Degenek     | 1994. április 28. (23 évesen)    | 8             | 0     | Jokohama F. Marinos      |
| 3    | V     | Alex Gersbach     | 1997. május 8. (20 évesen)       | 2             | 0     | Rosenborg                |
| 4    | CS    | Tim Cahill        | 1979. december 6. (37 évesen)    | 96            | 48    | Melbourne City           |
| 5    | KP    | Mark Milligan     | 1985. augusztus 4. (31 évesen)   | 55            | 5     | Baniyas ()               |
| 6    | V     | Dylan McGowan     | 1991. augusztus 6. (25 évesen)   | 0             | 0     | Paços de Ferreira        |
| 7    | CS    | Mathew Leckie     | 1991. február 4. (26 évesen)     | 40            | 5     | Hertha BSC               |
| 8    | V     | Bailey Wright     | 1992. július 28. (24 évesen)     | 14            | 1     | Bristol City             |
| 9    | CS    | Tomi Jurić        | 1991. július 22. (25 évesen)     | 23            | 6     | Luzern                   |
| 10   | CS    | Robbie Kruse      | 1988. október 5. (28 évesen)     | 51            | 4     | klub nélküli             |
| 11   | CS    | Jamie Maclaren    | 1993. július 29. (23 évesen)     | 2             | 0     | Darmstadt 98             |
| 12   | K     | Mitchell Langerak | 1988. augusztus 22. (28 évesen)  | 7             | 0     | VfB Stuttgart            |
| 13   | KP    | Aaron Mooy        | 1990. szeptember 15. (26 évesen) | 23            | 5     | Manchester City          |
| 14   | CS    | James Troisi      | 1988. július 3. (28 évesen)      | 28            | 4     | klub nélküli             |
| 15   | KP    | James Jeggo       | 1992. február 12. (25 évesen)    | 0             | 0     | Sturm Graz               |
| 16   | V     | Aziz Behich       | 1990. december 16. (26 évesen)   | 12            | 2     | Bursaspor                |
| 17   | KP    | Ajdin Hrustic     | 1996. július 5. (20 évesen)      | 0             | 0     | Groningen                |
| 18   | K     | Danny Vukovic     | 1985. február 27. (32 évesen)    | 0             | 0     | Sydney FC                |
| 19   | V     | Ryan McGowan      | 1989. augusztus 15. (27 évesen)  | 19            | 0     | Kujcsou Hengfeng Zicseng |
| 20   | V     | Trent Sainsbury   | 1992. január 5. (25 évesen)      | 23            | 3     | Internazionale           |
| 21   | KP    | Massimo Luongo    | 1992. szeptember 25. (24 évesen) | 25            | 5     | Queens Park Rangers      |
| 22   | KP    | Jackson Irvine    | 1993. március 7. (24 évesen)     | 10            | 1     | Burton Albion            |
| 23   | CS    | Tom Rogic         | 1992. december 16. (24 évesen)   | 24            | 6     | Celtic                   |

### Kamerun
Szövetségi kapitány:  Hugo Broos
| Szám | Poszt | Név                        | Születési dátum / Kor            | Válogatottság | Gólok | Klub                 |
| ---- | ----- | -------------------------- | -------------------------------- | ------------- | ----- | -------------------- |
| 1    | K     | Fabrice Ondoa              | 1995. december 24. (21 évesen)   | 31            | 0     | Sevilla Atlético     |
| 2    | V     | Ernest Mabouka             | 1988. június 16. (29 évesen)     | 4             | 0     | Žilina               |
| 3    | KP    | André-Frank Zambo Anguissa | 1995. november 16. (21 évesen)   | 2             | 0     | Marseille            |
| 4    | V     | Adolphe Teikeu             | 1990. június 23. (26 évesen)     | 13            | 0     | Sochaux              |
| 5    | V     | Michael Ngadeu-Ngadjui     | 1990. november 23. (26 évesen)   | 14            | 2     | Slavia Praha         |
| 6    | V     | Ambroise Oyongo            | 1991. június 22. (25 évesen)     | 29            | 2     | Montreal Impact      |
| 7    | CS    | Moumi Ngamaleu             | 1994. július 9. (22 évesen)      | 2             | 0     | Rheindorf Altach     |
| 8    | CS    | Benjamin Moukandjo         | 1988. november 12. (28 évesen)   | 50            | 8     | Lorient ()           |
| 9    | CS    | Jacques Zoua               | 1991. szeptember 6. (25 évesen)  | 23            | 0     | 1. FC Kaiserslautern |
| 10   | CS    | Vincent Aboubakar          | 1992. január 22. (25 évesen)     | 56            | 16    | Beşiktaş             |
| 11   | CS    | Olivier Boumal             | 1989. szeptember 17. (27 évesen) | 0             | 0     | Panathinaikósz       |
| 12   | V     | Jérôme Guihoata            | 1994. október 7. (22 évesen)     | 10            | 0     | Panióniosz           |
| 13   | CS    | Christian Bassogog         | 1995. október 18. (21 évesen)    | 11            | 2     | Henan Jiane          |
| 14   | KP    | Georges Mandjeck           | 1988. december 9. (28 évesen)    | 38            | 0     | Metz                 |
| 15   | KP    | Sébastien Siani            | 1986. december 21. (30 évesen)   | 18            | 2     | Oostende             |
| 16   | K     | André Onana                | 1996. április 2. (21 évesen)     | 1             | 0     | Ajax                 |
| 17   | KP    | Arnaud Djoum               | 1989. május 2. (28 évesen)       | 10            | 0     | Heart of Midlothian  |
| 18   | CS    | Robert Ndip Tambe          | 1994. február 22. (23 évesen)    | 9             | 0     | Spartak Trnava       |
| 19   | V     | Collins Fai                | 1992. augusztus 13. (24 évesen)  | 11            | 0     | Standard Liège       |
| 20   | CS    | Karl Toko Ekambi           | 1992. szeptember 14. (24 évesen) | 14            | 2     | Angers               |
| 21   | V     | Lucien Owona               | 1990. augusztus 9. (26 évesen)   | 0             | 0     | Alcorcón             |
| 22   | V     | Jonathan Ngwem             | 1991. július 20. (25 évesen)     | 3             | 0     | Progresso            |
| 23   | K     | Georges Bokwé              | 1989. július 14. (27 évesen)     | 0             | 0     | Mjøndalen            |

### Chile
Szövetségi kapitány:  Juan Antonio Pizzi
| Szám | Poszt | Név                   | Születési dátum / Kor           | Válogatottság | Gólok | Klub                 |
| ---- | ----- | --------------------- | ------------------------------- | ------------- | ----- | -------------------- |
| 1    | K     | Claudio Bravo         | 1983. április 13. (34 évesen)   | 112           | 0     | Manchester City ()   |
| 2    | V     | Eugenio Mena          | 1988. július 18. (28 évesen)    | 50            | 3     | Sport Recife         |
| 3    | V     | Enzo Roco             | 1992. augusztus 16. (24 évesen) | 16            | 1     | Cruz Azul            |
| 4    | V     | Mauricio Isla         | 1988. június 12. (29 évesen)    | 88            | 3     | Cagliari             |
| 5    | KP    | Francisco Silva       | 1986. február 11. (31 évesen)   | 31            | 0     | Cruz Azul            |
| 6    | KP    | José Pedro Fuenzalida | 1985. február 22. (32 évesen)   | 42            | 3     | Universidad Católica |
| 7    | CS    | Alexis Sánchez        | 1988. december 19. (28 évesen)  | 108           | 37    | Arsenal              |
| 8    | KP    | Arturo Vidal          | 1987. május 22. (30 évesen)     | 88            | 22    | Bayern München       |
| 9    | CS    | Ángelo Sagal          | 1993. április 18. (24 évesen)   | 4             | 2     | Huachipato           |
| 10   | KP    | Pablo Hernández       | 1986. október 24. (30 évesen)   | 13            | 3     | Celta Vigo           |
| 11   | CS    | Eduardo Vargas        | 1989. november 20. (27 évesen)  | 70            | 32    | UANL                 |
| 12   | K     | Cristopher Toselli    | 1988. június 15. (29 évesen)    | 9             | 0     | Universidad Católica |
| 13   | V     | Paulo Díaz            | 1994. augusztus 25. (22 évesen) | 4             | 0     | San Lorenzo          |
| 14   | KP    | Felipe Gutiérrez      | 1990. október 8. (26 évesen)    | 32            | 4     | Internacional        |
| 15   | V     | Jean Beausejour       | 1984. június 1. (33 évesen)     | 90            | 6     | Universidad de Chile |
| 16   | CS    | Martín Rodríguez      | 1994. augusztus 5. (22 évesen)  | 2             | 0     | Cruz Azul            |
| 17   | V     | Gary Medel            | 1987. augusztus 3. (29 évesen)  | 99            | 7     | Internazionale       |
| 18   | V     | Gonzalo Jara          | 1985. augusztus 29. (31 évesen) | 101           | 3     | Universidad de Chile |
| 19   | CS    | Leonardo Valencia     | 1991. április 25. (26 évesen)   | 5             | 0     | Palestino            |
| 20   | KP    | Charles Aránguiz      | 1989. április 17. (28 évesen)   | 56            | 7     | Bayer Leverkusen     |
| 21   | KP    | Marcelo Díaz          | 1986. december 30. (30 évesen)  | 53            | 1     | Celta Vigo           |
| 22   | CS    | Edson Puch            | 1986. április 9. (31 évesen)    | 16            | 2     | Pachuca              |
| 23   | K     | Johnny Herrera        | 1981. május 9. (36 évesen)      | 17            | 0     | Universidad de Chile |

### Németország
Szövetségi kapitány:  Joachim Löw
Leroy Sané és Diego Demme sérülés miatt kikerültek a keretből, pótlásukra nem hívtak senkit be.
| Szám | Poszt | Név                   | Születési dátum / Kor            | Válogatottság | Gólok | Klub                     |
| ---- | ----- | --------------------- | -------------------------------- | ------------- | ----- | ------------------------ |
| 1    | K     | Kevin Trapp           | 1990. július 8. (26 évesen)      | 1             | 0     | Paris Saint-Germain      |
| 2    | V     | Shkodran Mustafi      | 1992. április 17. (25 évesen)    | 16            | 2     | Arsenal                  |
| 3    | V     | Jonas Hector          | 1990. május 27. (27 évesen)      | 29            | 3     | 1. FC Köln               |
| 4    | V     | Matthias Ginter       | 1994. január 19. (23 évesen)     | 10            | 0     | Borussia Dortmund        |
| 5    | V     | Marvin Plattenhardt   | 1992. január 26. (25 évesen)     | 2             | 0     | Hertha BSC               |
| 6    | V     | Benjamin Henrichs     | 1997. február 23. (20 évesen)    | 1             | 0     | Bayer Leverkusen         |
| 7    | KP    | Julian Draxler        | 1993. szeptember 20. (23 évesen) | 30            | 4     | Paris Saint-Germain ()   |
| 8    | KP    | Leon Goretzka         | 1995. február 6. (22 évesen)     | 5             | 0     | Schalke 04               |
| 9    | CS    | Sandro Wagner         | 1987. november 29. (29 évesen)   | 2             | 3     | 1899 Hoffenheim          |
| 10   | KP    | Kerem Demirbay        | 1993. július 3. (23 évesen)      | 1             | 0     | 1899 Hoffenheim          |
| 11   | CS    | Timo Werner           | 1996. március 6. (21 évesen)     | 3             | 0     | RB Leipzig               |
| 12   | K     | Bernd Leno            | 1992. március 4. (25 évesen)     | 4             | 0     | Bayer Leverkusen         |
| 13   | KP    | Lars Stindl           | 1988. augusztus 26. (28 évesen)  | 2             | 0     | Borussia Mönchengladbach |
| 14   | KP    | Emre Can              | 1994. január 12. (23 évesen)     | 10            | 0     | Liverpool                |
| 15   | KP    | Amin Younes           | 1993. augusztus 6. (23 évesen)   | 2             | 1     | Ajax                     |
| 16   | V     | Antonio Rüdiger       | 1993. március 3. (24 évesen)     | 13            | 0     | Roma                     |
| 17   | V     | Niklas Süle           | 1995. szeptember 3. (21 évesen)  | 2             | 0     | 1899 Hoffenheim          |
| 18   | V     | Joshua Kimmich        | 1995. február 8. (22 évesen)     | 15            | 3     | Bayern München           |
| 20   | KP    | Julian Brandt         | 1996. május 2. (21 évesen)       | 6             | 1     | Bayer Leverkusen         |
| 21   | KP    | Sebastian Rudy        | 1990. február 28. (27 évesen)    | 15            | 0     | 1899 Hoffenheim          |
| 22   | K     | Marc-André ter Stegen | 1992. április 30. (25 évesen)    | 10            | 0     | Barcelona                |

## Statisztikák

### Legtöbb játékost adó klubok
| Játékosok száma | Klub                                                         |
| --------------- | ------------------------------------------------------------ |
| 5               | Bayer Leverkusen, Sporting CP, Szpartak Moszkva              |
| 4               | 1899 Hoffenheim, Wellington Phoenix, Benfica, Porto, Rosztov |
| 3               | 7 klub                                                       |
| 2               | 21 klub                                                      |
| 1               | 82 klub                                                      |

### Legtöbb játékost adó országok
| Játékosok száma | Ország                                                                                                   |
| --------------- | --- |
| 25              | Németország                                                                                              |
| 24              | Oroszország                                                                                              |
| 15              | Anglia, Mexikó                                                                                           |
| 14              | Portugália, Spanyolország                                                                                |
| 9               | Franciaország                                                                                            |
| 7               | Ausztrália, Chile                                                                                        |
| 6               | Hollandia                                                                                                |
| 5               | Olaszország, Új-Zéland                                                                                   |
| 3               | Görögország, Skócia, Törökország                                                                         |
| 2               | Ausztria, Belgium, Brazília, Kanada, Kína, Norvégia, Szlovákia, Egyesült Államok                         |
| 1               | Angola, Argentína, Csehország, Indonézia, Japán, Dél-afrikai Köztársaság, Svájc, Egyesült Arab Emírségek |

* A dőlt betűvel jelölt nemzetek nem vesznek részt a tornán.